# Zypliai
Zypliai (hist., pol. Zyple) – wieś na Litwie położona w rejonie szakowskim okręgu mariampolskiego, 6 km na południe od Szaków.

## Historia

### Własność
Przed 1410 rokiem ziemie położone na południe od Niemna, pokryte puszczą, nie miały swoich właścicieli. Po bitwie pod Grunwaldem stały się własnością wielkich książąt litewskich. Będąc królewszczyzną, były one stopniowo, w XVII i XVIII wieku, zasiedlane. Według Słownika geograficznego Królestwa Polskiego, pod koniec XVIII wieku były własnością ks. Józefa Poniatowskiego. Po III rozbiorze w 1795 roku zostały skonfiskowane przez rząd pruski. W okresie Księstwa Warszawskiego dekretem Napoleona z 30 czerwca 1807 roku te rozległe dobra, liczące 174 wsi, w skład których wchodziły m.in. Łuksze i Zyple, zostały zwrócone ks. Poniatowskiemu. Po jego którego śmierci w 1813 roku (na mocy testamentu z 28 marca 1812 roku) przeszły one na własność jego siostry, Marii Teresy Tyszkiewiczowej (1760–1834). Maria Tyszkiewiczowa sprzedała je Janowi Bartkowskiemu (~1783–1855). Nowy właściciel, zajmujący się handlem drewnem, zbudował w latach 1845–1855 na skraju lasu, w pobliżu miejscowości Łuksze, parterowy dwór i nazwał go Nowe Zyple (dotychczasowy folwark Zyple zaczął być nazywany Stare Zyple).
Po śmierci Jana Bartkowskiego, żonatego z Amelią Hube (~1773–1853), olbrzymi majątek odziedziczyła jego pasierbica (córka Amelii z małżeństwa z Piotrem Wulfersem) Joanna Kuczyńska (1812–1888) (od 1834 roku żona Aleksandra Kuczyńskiego (1803–1858), marszałka szlachty guberni podlaskiej), przyjaciółka Cypriana Kamila Norwida. Joanna po śmierci męża przekazała Zyple swojej najstarszej córce (dwaj jej synowie, Zdzisław i Leon, zmarli w młodym wieku) Ludwice (1839–1906). Ludwika wyszła w 1863 roku za Tadeusza Leona hr. Rawita-Ostrowskiego (1834–1911) herbu Rawicz. W 1891 roku sprzedali oni majątek Tomaszowi Ludwikowi hr. Potockiemu (1860–1912) z Chrząstowa herbu Pilawa (Złota) żonatemu z Ludwiką hr. Bnińską (1870–1899) herbu Łodzia, a później z Pelagią Józefą Brzozowską (1875–1945) herbu Belina.
Hrabia Potocki znacząco rozbudował dwór w Nowych Zyplach, przekształcając go w pałac. Po jego śmierci w majątku gospodarowała Pelagia. Gdy majątek Potockich znalazł się w granicach państwa litewskiego, został rozparcelowany.
W 1864 roku powierzchnia majątku Zyple, należącego jeszcze wtedy prawnie do Joanny Kuczyńskiej, wynosiła 16 168 mórg, czyli około 9055 hektarów. W 1888 roku dobra te liczyły 11 905 mórg.
| rok  | liczba ludności |
| ---- | --------------- |
| 1827 | 31              |
| 1888 | 98              |
| 1923 | 67              |
| 1959 | 27              |
| 1970 | 32              |
| 1989 | 19              |
| 2001 | 19              |
| 2011 | 5               |

### Przynależność administracyjna
Przed rozbiorami tereny te leżały w Księstwie Żmudzkim. Po 1795 roku znalazły się w zaborze pruskim, w powiecie mariampolskim, który należał wtedy do departamentu białostockiego pruskiej prowincji Prusy Nowowschodnie. W czasie kampanii napoleońskiej, w 1807 roku, weszły w skład utworzonego wówczas Księstwa Warszawskiego, były w jego departamencie łomżyńskim, potem, od 1816 roku w Królestwie Kongresowym, w województwie augustowskim, następnie (od roku 1837) guberni augustowskiej. W 1867 roku weszły w skład guberni suwalskiej, Zyple znalazły się na terenie nowo utworzonego ujezdu władysławowskiego tejże guberni.
Od 1867 roku Zyple były siedzibą gminy Zyple. Należały do parafii Łuksze.
Po odzyskaniu niepodległości przez Polskę i Litwę powiat władysławowski na podstawie umowy suwalskiej wszedł 10 października 1920 roku w skład Litwy, która w latach 1940–1990, jako Litewska Socjalistyczna Republika Radziecka, wchodziła w skład ZSRR. Od 1990 roku – na terenie niepodległej Litwy.